# Letters to God
Letters to God (bra: Cartas para Deus) é um filme americano de 2010 dirigido por David Nixon e Patrick Doughtie. O filme é estrelado por Tanner Maguire, Robyn Lively e Michael Boten.

## Elenco
- Tanner Maguire (Tyler Doherty)
- Robyn Lively (Maddy Doherty)
- Michael Bolten (Ben Doherty)
- Jeffrey Johnson (Brady McDaniels)
- Maree Cheatham (Olivia)
- Bailee Madison (Samantha Perryfield)
- Ralph Waite (Cornelius Perryfield)
- Dennis Neal (Lester Stevens)
- Cris Cunningham (Supervisor postal)
- Christopher Schmidt (Walter Finley)
- Lisa Curtis (Erin Miller)
- Tom Nowicki (Jack The Bartender)
- L. Derek Leonidoff (Pastor Andy)
- Lyanna Tumaneng (Linda Baker)

## Recepção
O Metacritic, que usa uma média ponderada, atribuiu ao filme uma pontuação de 31 em 100, baseado em 7 críticos, indicando críticas "geralmente desfavoráveis".